# Hayley Wickenheiserová
Hayley Wickenheiserová (* 12. srpna 1978 Shaunavon, Saskatchewan, Kanada) je bývalá kanadská hokejistka, považovaná za jednu z nejlepších hokejistek historie.

## Hokejová kariéra
Kanadu reprezentovala poprvé již v 15 letech v roce 1994, v tomto roce již přispěla k zisku titulu mistryň světa. Celkem byla členkou týmu mistryň světa šestkrát (v letech 1994, 1997, 1999, 2000, 2004 a 2007). Čtyřikrát reprezentovala Kanadu na zimních olympijských hrách, v roce 2010 jako kapitánka týmu. Pokaždé si odvážela medaili – při první účasti na ZOH 1998 v Naganu stříbro, v letech 2002, 2006 a 2010 zlaté medaile.
Proslula velkou bojovností. Jako první žena mimo post brankářky podepsala profesionální kontrakt v mužském týmu. V letech 2002–2004 hrála za finský klub Salamat, v sezoně 2008–2009 za třetiligový švédský klub HC Linden. V současné době hraje ženskou ligu za University of Calgary. Věnuje se také propagaci ženského hokeje jak v severní Americe, tak i v Evropě.

## Softbalová kariéra
Na vrcholné úrovni hrála také softbal. V roce 2000 dokonce Kanadu reprezentovala na Olympijských hrách 2000 v Sydney a stala se tak první Kanaďankou, která se účastnila zimních i letních her.

## Ocenění
- nejlepší útočník mistrovství světa žen 2007 a 2009
- nejužitečnější hráčka mistrovství světa žen 2007
- Bobbie Rosenfeld Award – ocenění pro nejlepší kanadskou sportovkyni roku (2007)